# لاک لوموند، پومپانو بیچ، فلوریدا
لاک لوموند (به انگلیسی: Loch Lomond) یک منطقهٔ مسکونی در ایالات متحده آمریکا است که در شهرستان براوارد، فلوریدا قرار دارد. لاک لوموند ۰٫۶ کیلومتر مربع مساحت و ۳٬۵۳۷ نفر جمعیت دارد.